# Chema Sanz
José María Sanz Sánchez (Valencia, 28 de julio de 1970), más conocido como Chema Sanz, es un entrenador de fútbol español. Actualmente es asistente técnico de Alessio Lisci en el Club Atlético Osasuna de la Primera División de España.

## Trayectoria
Chema es licenciado en Educación Física con especialidad en fútbol desde 1993, año en el que comenzó su trayectoria como preparador físico del Levante UD y en el que estuvo durante dos temporadas, comenzando una extensa carrera en banquillos y cuerpos técnicos que dura 30 años. 
Más tarde, trabajaría como preparador físico en clubs como  UD Logroñés, Real Oviedo, CD Tenerife, Real Zaragoza, Club de Fútbol Ciudad de Murcia, Terrassa FC, Real Madrid Castilla CF.
En la temporada 2010-11, sería segundo entrenador de José Luis Oltra, Juanma Lillo y Roberto Olabe en la UD Almería.
Tras salir de Almería, continuaría como preparador físico en equipos como el RC Deportivo de La Coruña, RCD Mallorca, Recreativo de Huelva y Córdoba CF.
En enero de 2017, firma como segundo entrenador del Valencia CF, donde trabajaría durante temporada y media a las órdenes de Marcelino García Toral y más tarde, de Voro.
En febrero de 2019, firma como entrenador del Valencia CF Mestalla que ocupaba el puesto de colista en el Grupo III de la Segunda División B de España. Al término de la temporada, tras lograr la salvación con el filial valencianista, continuaría durante la temporada 2019-20.
En la siguiente temporada, el Valencia CF Mestalla lograría salvarse en los despachos, ya que al suspenderse la competición por el covid, el filial ché ocupaba la zona de 'playout' a Tercera. En mayo de 2020, Chema renovaría por el Valencia CF Mestalla durante otra temporada.
En la temporada 2020-21, pese a que iba a dirigir al filial valencianista, es sustituido por Óscar Rubén Fernández Romero y Chema pasa a ser segundo entrenador del primer equipo del Valencia CF, primero a las órdenes de Javi Gracia y más tarde, de Voro.
En mayo de 2021, firma por el Sheffield United Football Club de la English Football League Championship, para formar parte del cuerpo técnico del serbio Slaviša Jokanović y más tarde, lo haría de Paul Heckingbottom.
El 2 de mayo de 2022, firma como entrenador del Atlético Levante Unión Deportiva de la Segunda División RFEF, hasta el final de la temporada para sustituir al destituido Adrián Esteve Muñoz.
El 23 de junio de 2025, llega al CA Osasuna para ser el segundo entrenador del italiano Alessio Lisci que firmaron un contrato hasta el 30 de junio de 2027.

### Como entrenador
| Club                                       | País       | Año       |
| ------------------------------------------ | ---------- | --------- |
| Levante U.D. (Preparador físico)           | España     | 1993-1995 |
| U.D. Logroñés (Preparador físico)          | España     | 1995-1996 |
| Real Oviedo (Preparador físico)            | España     | 1996-1997 |
| Valencia C.F. (Jefe de Metodología)        | España     | 1997-1998 |
| C.D. Tenerife (Preparador físico)          | España     | 1998-1999 |
| Real Zaragoza (Preparador físico)          | España     | 2000-2001 |
| Valencia C.F. (Jefe de Metodología)        | España     | 2001-2003 |
| C.F. Ciudad de Murcia (Preparador físico)  | España     | 2003-2004 |
| Terrassa F.C. (Preparador físico)          | España     | 2004-2005 |
| Real Madrid Castilla (Preparador físico)   | España     | 2005-2006 |
| C.F. Ciudad de Murcia (Preparador físico)  | España     | 2006-2007 |
| C.D. Tenerife (Preparador físico)          | España     | 2007-2010 |
| U.D. Almería (2.º Entrenador)              | España     | 2010-2011 |
| Deportivo de La Coruña (Preparador físico) | España     | 2011-2012 |
| R.C.D. Mallorca (Preparador físico)        | España     | 2013-2014 |
| Recreativo de Huelva (Preparador físico)   | España     | 2014-2015 |
| Córdoba C.F. (Preparador físico)           | España     | 2015-2016 |
| Valencia C.F. (2.º Entrenador)             | España     | 2017-2019 |
| Valencia Mestalla (1.er Entrenador)        | España     | 2019-2020 |
| Valencia C.F. (2.º Entrenador)             | España     | 2020-2021 |
| Sheffield United F.C. (2.º Entrenador)     | Inglaterra | 2021      |
| Atlético Levante U.D. (1.er Entrenador)    | España     | 2022-2023 |
| Valencia C.F. (2.º Entrenador)             | España     | 2023-2024 |
| C.A. Osasuna (2.º Entrenador)              | España     | 2025-     |